# NGC 1996
NGC 1996 — группа звёзд в созвездии Телец.
Этот объект входит в число перечисленных в оригинальной редакции «Нового общего каталога».
RNGC считает объект несуществующим, но на изображениях POSS1 группа хорошо видна и находится в 1' к востоку от координат, указанных в NGC.